# روبرتو چروتی
روبرتو چروتی (ایتالیایی: Roberto Ceruti؛ زادهٔ ۱۰ نوامبر ۱۹۵۳) دوچرخه‌سوار اهل ایتالیا است.